# Burnout Revenge
Burnout Revenge est un jeu vidéo de course développé par Criterion Games et édité par Electronic Arts sorti en 2005 sur PlayStation 2 et Xbox, puis sur Xbox 360 en 2006. Quatrième volet de la série Burnout, le titre se distingue de son prédécesseur Burnout 3: Takedown par une amélioration des graphismes, de la physique, de l'IA, et par la possibilité de se servir du trafic comme arme (Traffic Checking).

## Système de jeu
Les modifications apportées par le gameplay Burnout Revenge sont multiples. Elles incluent la possibilité de foncer dans le trafic si les véhicules que le joueur touche ne sont pas des poids lourds et vont dans le même sens de la circulation ; le « crashbreaker » en course (pour éliminer des adversaires passant à côté de soi en faisant sauter sa voiture une fois que celle-ci s'est crashée) ; le « crashbreaker » multiple en mode « Crash » (il est possible de faire exploser plusieurs fois sa voiture dans une seule session de Crash) ; le mode « Panique dans le trafic » (le but est de foncer dans le trafic de voitures en temps limité et en causant le plus de dégâts) ; des circuits construits pour le combat (tremplins et raccourcis feront de la route un champ de bataille) ; le mode « Crash » réinventé (plus similaire à celui de Burnout 2: Point of Impact qu'à celui de Burnout 3: Takedown, il dispose surtout d'un nouveau système de départ permettant de gagner de la vitesse ou d'en perdre).
Si dans Burnout 3: Takedown, il était question de simplement gagner toutes les courses, dans Burnout Revenge, il est question de monter en rang d'agressivité : 11 Rangs sont à franchir et une récompense attend le joueur lorsqu'il y atteindra.

## Bande-son
La bande-son du jeu comprend : Come On d'Andy Hunter, As the Tables Turn de CKY, Wake Up the Dead de Comeback Kid, Riot Radio de The Dead 60s, Red Flag de Billy Talent, Tuned to a Different Station de Dogs, Break on Through (Remix) de The Doors, The Hey Man! d'Emanuel, Dance, Dance de Fall Out Boy, Ink de Finch, All the Rage de Funeral for a Friend, I Want de Goldfinger, Bundy d'Animal Alpha, Better World (Adam Freeland Remix) d'Infusion, Today de Junkie XL, Daft Punk Is Playing at My House (Soulwax Shibuya Mix) de LCD Soundsystem, Apply Some Pressure de Maxïmo Park, Straight to Video (Remix) de Mindless Self Indulgence, Nu Rock de Morningwood, Heard that Sound de MxPx, Shot Down de Nine Black Alps, Do What You Want d'OK Go, Stand Up de Pennywise, Life Burns! d'Apocalyptica, Almost Here de The Academy Is..., Top of the World de The All-American Rejects, Fear and Loathing de The Black Velvets, Shotgun de The Outline, The World de The Starting Line, First Day (General Midi Remix) de Timo Maas, Band-Girls-Money de Tsar, F.I.G.H.T. d'Unwritten Law, Flyover d'Asian Dub Foundation, Beast (and The Harlot) d'Avenged Sevenfold, Helicopter de Bloc Party, Hand of Blood de Bullet for My Valentine,  The Big Jump de The Chemical Brothers, An Honest Mistake (Superdiscount Remix) de The Bravery, Lullaby de Thrice, The Great Escape de We Are Scientists et Lights and Sounds de Yellowcard.

## Accueil
La version PlayStation 2 de Burnout Revenge est félicitée par l'ensemble de la presse spécialisée, tandis que les versions Xbox et Xbox 360 sont accueillies d'une manière générale favorable, selon le site généraliste Metacritic, qui attribue les moyennes respectives de 90 % et 89 %,.